# Доповідь Леопольда

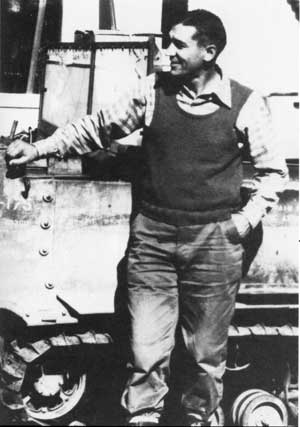
Доповідь Леопольда здебільшого написав та підготував зоолог та захисник природи Альдо Старкер Леопольд

Доповідь Леопольда, офіційно «Управління дикою природою в національних парках» (англ. Wildlife Management in the National Parks) — документ, що складається з низки рекомендацій щодо управління екосистемою, які 1963 року Спеціальна консультативна рада з управління дикою природою представила міністру внутрішніх справ США Стюарту Юдаллу. Звіт отримав неофіційну назву за прізвищем голови ради та основного автора Альдо Старкера Леопольда і пізніше відіграв важливу роль при доопрацюванні правил збереження навколишнього середовища.
Після кількох років суспільної полеміки навколо примусового скорочення популяції оленів вапіті в Єллоустоунському національному парку Стюарт Юдалл призначив консультативну раду, щоб зібрати наукові дані щодо управління дикою природою національних парків. Було наголошено, що програми вибракування в інших національних парках виявилися неефективними, і рекомендовано змінити управління популяціями вапіті Єллоустоуна. З точки зору цілей і методів управління парковою дикою природою в доповіді пропонується забезпечувати не тільки захист популяцій диких тварин, але й їх регулювання, щоб запобігти деградації довкілля. Щодо боротьби з хижаками, екології пожеж та інших питань висувається ідея, що Службі національних парків (СНП) слід для управління парками наймати науковців і застосовувати сучасні наукові дослідження.
Доповідь Леопольда стала першим конкретним планом з управління відвідуваністю парків та екосистемами відповідно до єдиних принципів. Його передруковували в кількох виданнях країни, багато рекомендацій із документа увійшли до офіційних правил СНП. Доповідь примітна тим, що в ній припускається, що управління парками має фундаментальну мету відбити «первинний вигляд, розумну ілюзію первозданної Америки» (англ. "the primitive scene … a reasonable illusion of primitive America"), разом з тим, його критикували за ідеалізм і обмежене охоплення.